# Mumbai disconnected
|  | Denne artikel er oprettet af botten PalnaBot ud fra en ekstern database. Den kan derfor have sproglige fejl eller mangler. Denne skabelon kan fjernes efter kontrol af indholdet. |

Mumbai disconnected er en film instrueret af Camilla Nielsson, Frederik Jacobi.

## Handling
Mumbai har kronisk myldretid. 550 nye biler kommer til hver dag. "Hvis ukontrolleret vækst er en sygdom, så har byen kræft," mener Veena, som gør alt, hvad hun kan for at vejnettet ikke kommer til at løbe hen over husene i hendes gamle indiske kvarter. Mr. Das, officiel leder af byens trafikale masterplan, har et utaknemmeligt job. Familiefaren Yasin har, efter års slid, råd til at købe den billige bil, Nano, til sig selv og sin familie. Nanoen, der spås at få trafikken og forureningen til at eksplodere. Serien »Cities on Speed« består af fire danske dokumentarfilm, som sætter fokus på det 21. århundredes megabyer. Filmene tegner et fascinerende og tankevækkende portræt af fremtidens byer, hvor udviklingen for længst har overhalet planlægningen.